# Rivula meeki
Rivula meeki är en fjärilsart som beskrevs av George Thomas Bethune-Baker 1906. Rivula meeki ingår i släktet Rivula och familjen nattflyn. Inga underarter finns listade.